# Фрідріх Ернст Феска
Фредерік Ернст Феска (нім. Friedrich Ernst Fesca; 15 лютого 1789, Магдебург — 24 травня 1826, Карлсруе) — німецький скрипаль і композитор інструментальної музики.

## Життя і кар'єра
Народився в Магдебурзі, його батько Йоганн Петер Август Феска був ринковий суддя в Магдебурзі і брав активну участь у музичному житті міста. Мати — Маріанна Підліська, співачка театру, створеного під керівництвом Йоганна Адама Гіллера.
Фредерік Ернст Феска отримав свою ранню музичну освіту в Магдебурзі і завершив навчання в Лейпцигу під керівництвом кантора Ебергарда Мюллера. У віці п'ятнадцяти років постав перед публікою з декількома концертами для скрипки, які були зустрінуті оплесками, і в результаті він був призначений головним скрипалем Лейпцизького Ґевандгаус-оркестру. Цю посаду він займав до 1806 року, коли він став концертмейстером у князя Петра I Ольденбурзького. У 1808 році він був призначений сольним скрипалем короля Жерома в Вестфалії, де він і залишався до кінця французької окупації (1814).
Після цього він вирушив до Відня, а згодом в Карлсруе, де був призначений концертмейстером до великого герцога Бадена. Його слабке здоров'я завадило йому оцінити численні і заслужені перемоги, яких він домігся. У травні 1826 року він помер від сухот в ранньому віці тридцяти семи років.
Як віртуоз, Феска належить кращих майстрів німецької скрипкової школи. Його твори — яскраві зразки класичного стилю. Серед його творів виділяються квартети для струнних інструментів; три симфонії (№ 1 в Е, тв. 6 ;. № 2 в D, тв. 10 ;. № 3 в D, тв. 13), які разом з камерними творами досі є в каталозі Augener. Його перу належать дві опери — «Кантемир», «Омар і Лейла». Він також написав кілька церковних творів, а також численних пісень і вокальних квартетів.
Син Фредеріка Ернста Фески Олександр також став композитором.